# Winnaretta Singer
Pour les articles homonymes, voir Singer et Polignac.
Winnaretta Singer, princesse de Polignac, dite « Winnie » ou « Tante Winnie », née à Yonkers (État de New York) le 8 janvier 1865 et morte à Londres le 26 novembre 1943, est une mécène musicale d'origine américaine et une des héritières des machines à coudre Singer.

## Biographie

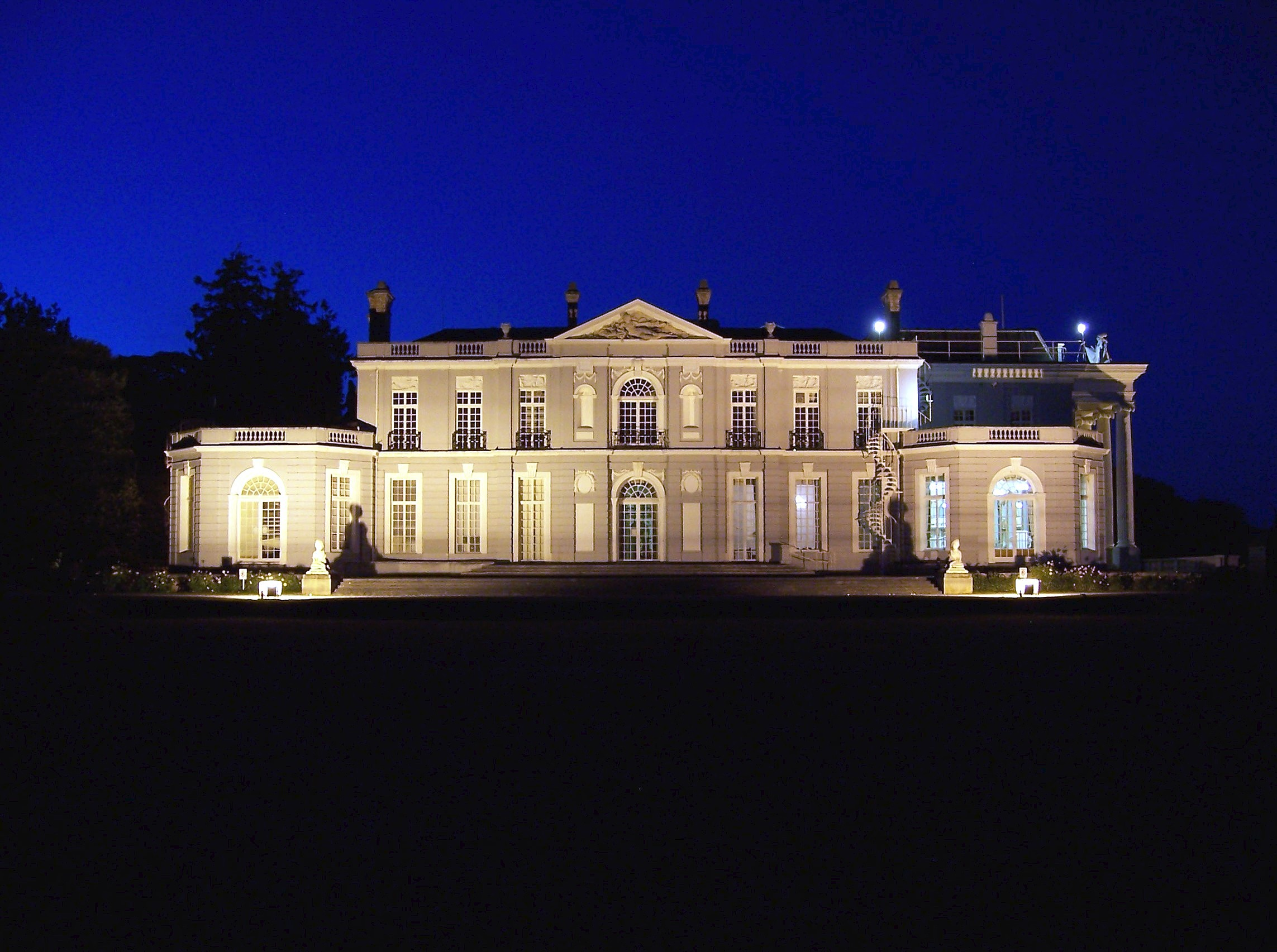
Façade d'Oldway Mansion.

Ses parents sont l'inventeur et richissime homme d'affaires Isaac Merritt Singer et Isabella Eugénie Boyer. Elle passe ses premières années à Paris, où ses parents se sont installés à cause de la guerre civile américaine, puis dans leur immense demeure d'Oldway Mansion (en), dans le Devon en Angleterre. Son père meurt lorsqu'elle a dix ans, laissant une fortune colossale d'environ trois milliards d'euros actuels. Elle retourne en France en 1879 avec sa mère qui s'installe à Paris avec son deuxième mari, un violoniste hollandais célèbre, Victor Reubsaet, fait duc de Camposelice par Humbert Ier d'Italie en 1881.
Elle étudie le piano et l'orgue. Après un mariage malheureux avec le comte Louis de Scey-Montbéliard en 1887 (elle avait 22 ans), annulé par le Vatican en 1892, elle épouse l'année suivante le prince Edmond de Polignac, homosexuel discret de 59 ans, chacun vivant librement grâce à cette union chaste. Le mariage avait été arrangé par la comtesse Greffulhe et Robert de Montesquiou, faisant dire à Mme Blanche, mère de Jacques-Émile Blanche, chez qui le prince de Polignac se rendait souvent : « Ainsi nous marierons la machine à coudre à la lyre ».
Homosexuelle comme son second mari, la princesse a des relations amoureuses notoires avec Ethel Smyth, Romaine Brooks, Olga de Meyer, Alvilde Chaplin (en), Renata Borgatti et Violet Trefusis.
Après le suicide en 1896 de sa sœur Isabelle, duchesse Decazes, elle élève en partie les enfants Decazes.

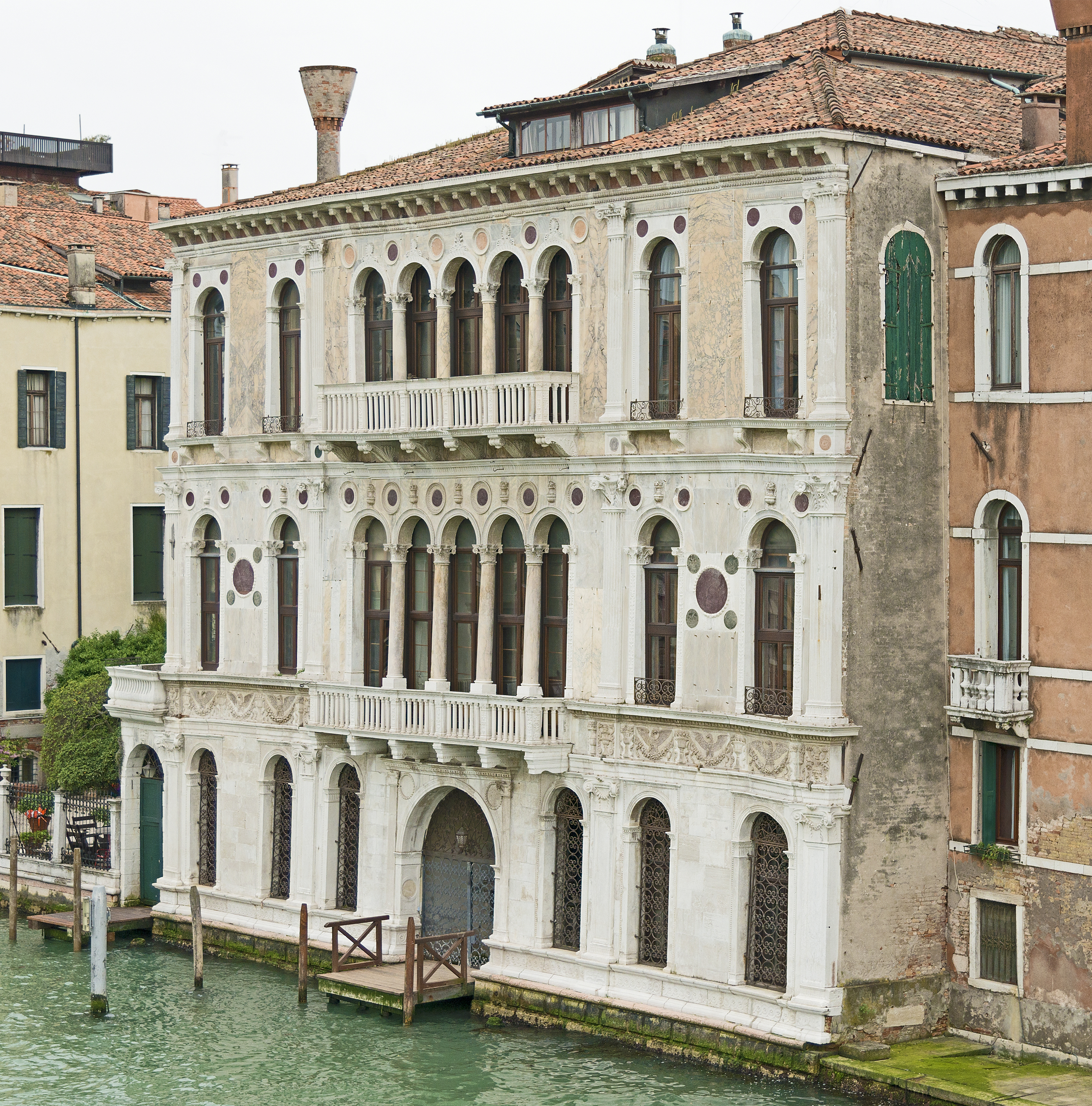
Palais de la princesse à Venise.

Elle tient un salon musical dans son hôtel particulier avenue Henri-Martin à Paris (de nos jours avenue Georges-Mandel), ainsi qu'à Venise, dans son palais Contarini-Polignac, où elle invite Gabriel Fauré. Elle encourage la plupart des musiciens de son temps : Nadia Boulanger, Emmanuel Chabrier, Jean Françaix, Reynaldo Hahn, Darius Milhaud, Maurice Ravel, Henri Sauguet, Germaine Tailleferre, Jean Wiener, Isaac Albéniz, Igor Markevitch, Kurt Weill, Ethel Smyth, Karol Szymanowski. Les pianistes Ricardo Viñes, Blanche Selva, Clara Haskil, Lili Kraus, Arthur Rubinstein et la danseuse Isadora Duncan ont également profité de son aide. 
Elle commande de nombreuses pièces à des compositeurs célèbres. On lui doit entre autres la création de Socrate d'Erik Satie, du Renard d'Igor Stravinsky, du Retablo de Maese Pedro de Manuel de Falla, du Concerto pour deux pianos et du Concerto pour orgue, cordes et timbales de Francis Poulenc. Ravel lui dédie sa célèbre Pavane pour une infante défunte.
Elle fréquente le salon littéraire de Geneviève Halévy, où l'on rencontre le prince Auguste d'Arenberg, Lucien Guitry, le peintre Antonio de La Gandara qui fait son portrait, le romancier Paul Bourget ou Edgar Degas, qui rompt avec Halévy lors de l'affaire Dreyfus.
Son sens des réparties acides la faisait surnommer dans les cercles parisiens « Vinaigretta ».
La princesse Edmond de Polignac est à l'origine de la collecte de fonds pour la construction d'un bâtiment de l'hôpital Foch, à Suresnes, dans la banlieue ouest de Paris. En 1910, elle achète un terrain au 72 rue de la Colonie à Paris pour y faire construire des habitations à loyer modéré à l'intention de familles ouvrières.
En 1928, avec l'artiste Madeleine Zillhardt, elle est à l'initiative de l'achat de la péniche de béton Liège, réhabilitée par le Corbusier, afin de la mettre à disposition de l'Armée du salut. Le bateau prend alors le nom de Louise-Catherine en hommage à Louise Catherine Breslau, peintre germano-suisse, compagne de Madeleine Zillhardt, disparue l'année précédente d'une longue maladie. Selon les vœux de Madeleine Zillhardt, le bateau devient un refuge pour les sans-abris l'hiver et une colonie de vacances pour les enfants l'été. Gérée par l’Armée du Salut jusqu'en 1986, amarrée à Paris sur les berges de la Seine, au pont des Arts puis au pont d'Austerlitz, la péniche Louise-Catherine est reprise en main par l'architecte Michel Cantal-Dupart et la fondation Le Corbusier mais sombre accidentellement en février 2018 durant une crue de la Seine à Paris. Elle est renflouée deux ans plus tard, le 19 octobre 2020.
Elle meurt à Londres, au 55 Park Lane, le 26 novembre 1943.

## Fondation Singer-Polignac

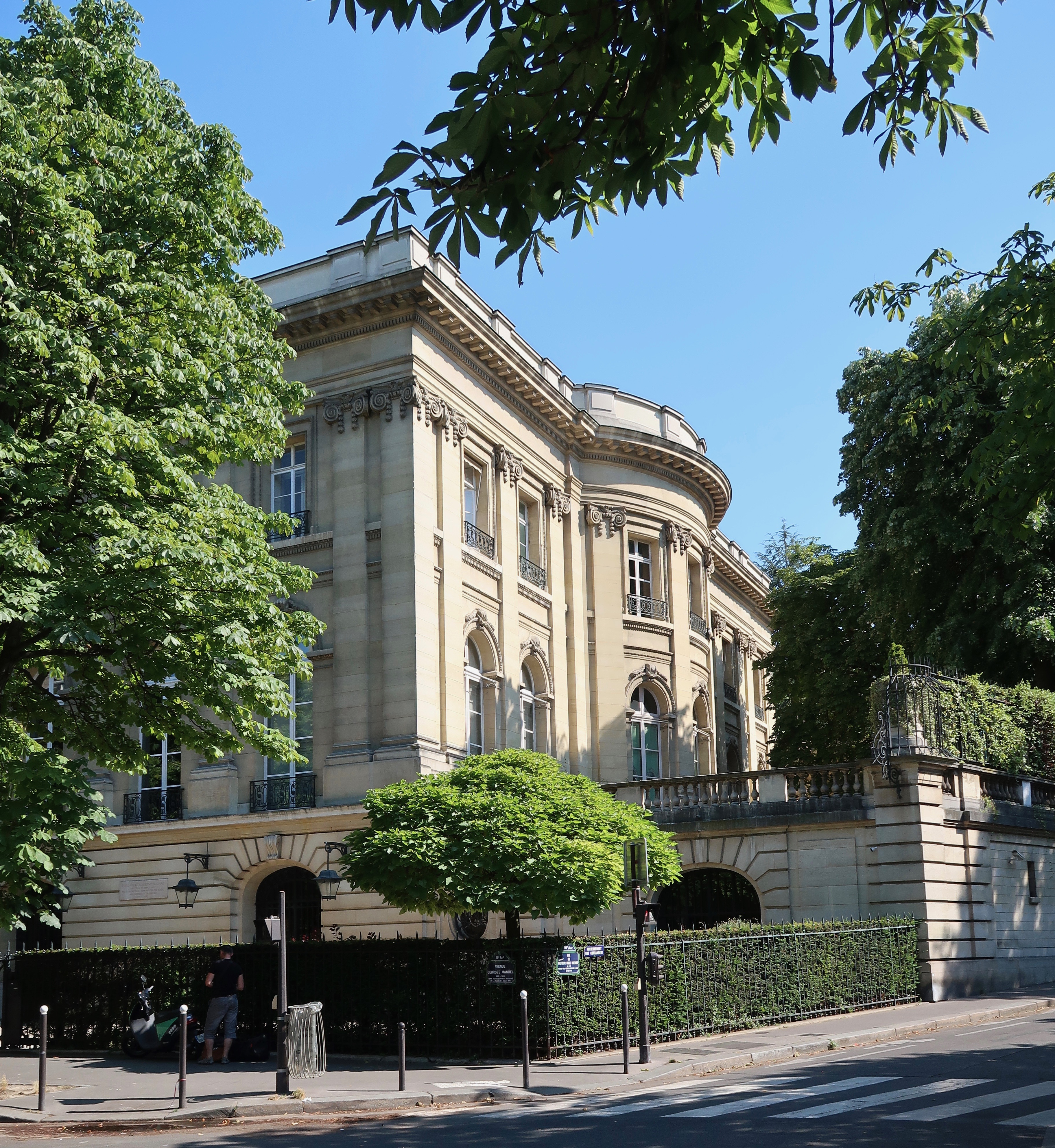
43, avenue Georges-Mandel.

Winnaretta Singer fait un don à l'État français en vue de la création d'une fondation pour la promotion des arts et des sciences.
La loi du 25 mars 1928 ratifie la création de l’établissement public dénommé fondation Singer-Polignac, et le décret du 17 octobre 1928 approuve la dotation de la princesse à l’État français en vue de cette création, le revenu de ce capital étant destiné aux activités de mécénat.
À la mort de la princesse, la fondation reçoit en legs son hôtel particulier, sis au 43 avenue Georges-Mandel à Paris, et s’y installe en 1945.
Cette fondation, aujourd'hui reconnue d'utilité publique, se consacre à des activités de mécénat en faveur des arts, des lettres et des sciences (sciences humaines et médicales), financées par ses propres fonds.

## Commandes d'œuvres musicales
Liste d'œuvres commandées par la princesse Winnaretta Singer, :
- 1916 : Renard de Igor Stravinsky
- 1918 : La Recherche de la vérité (ballet) d'Armande de Polignac
- 1918 : Socrate d'Erik Satie
- 1922 : El retablo de Maese Pedro de Manuel de Falla
- 1923 : Alt-Wien rhapsodie pour deux pianos de Mario Castelnuovo-Tedesco
- 1923 : Concerto pour piano et orchestre no 1 de Germaine Tailleferre
- 1924 : Concerto franco-américain pour piano et orchestre de Jean Wiéner
- 1924 : Les Malheurs d’Orphée de Darius Milhaud
- 1930 : Partita pour piano et orchestre d'Igor Markevitch
- 1932 : Les Jeux de l'amour et du hasard pour deux pianos de Henri Sauguet
- 1932 : Concerto en ré mineur pour deux pianos et orchestre de Francis Poulenc
- 1932 : Ouverture pour orchestre de Germaine Tailleferre
- 1932 : Symphonie n° 2 de Kurt Weill
- 1933 : Job, oratorio de Nicolas Nabokov
- 1934 : Sérénade pour douze instruments de Jean Françaix
- 1934 : Hymnes d'Igor Markevitch
- 1934 : Trois duos pour deux soprani de Marcelle de Manziarly
- 1936 : Dithyrambe and Ode de Lennox Berkeley
- 1937 : Le Diable boiteux de Jean Françaix
- 1938 : Concerto pour orgue, orchestre à cordes et timbales de Francis Poulenc
- 1940 : Trio de Peter Pope

## Distinctions
- Officière de la Légion d'honneur en 1939.

### Radio
- « Winnaretta Singer, princesse de Polignac », France Musique, Arabesques par François-Xavier Szymczak, les 7 mars et 8 mars 2022

#### Bases de données et dictionnaires
- Ressources relatives aux beaux-arts :   - Artists of the World Online
  - Grove Art Online
  - National Portrait Gallery
  - Union List of Artist Names
- Ressource relative à la vie publique :   - base Léonore
- Ressource relative à la musique :   - MusicBrainz
- Notices d'autorité :   - VIAF
  - ISNI
  - BnF (données)
  - IdRef
  - LCCN
  - GND
  - Espagne
  - Pays-Bas
  - Pologne
  - NUKAT
  - Suède
  - Tchéquie
  - WorldCat